# Stade Salem Mabrouki
Le Stade Salem Mabrouki (en arabe : ملعب سالم مبروكي) est un stade de football situé à Rouïba dans la Wilaya d'Alger, en Algérie.